# Степаненко Олег Георгійович
Степаненко Олег Георгійович (* 26 січня 1916 — †?) — радянський і український художник-постановник кіно і театру.

## Біографія
Закінчив Ленінградський художній технікум (1934, архітектурно-декоративний фак-т.) i Ленінградський гірничий інститут (1940).
Був художником-постановником Кам'янець-Подільського російського драматичного театру.
З 1947 р. працює в кіно як художник-постановник.
З 1948 р. — художник-постановник Київської кіностудії імені О. Довженка.

## Фільмографія
Оформив кінокартини:
- «Блакитні дороги» (1947, асистент художника)
- «Щедре літо» (1950)
- «Нерозлучні друзі» (1952)
- «Калиновий гай» (1953, фільм-спектакль, у співавт. з Й. Юцевичем)
- «Команда з нашої вулиці» (1953, у співавт. з В. Мигульком)
- «Співає Україна» (1954, мист. документальний концерт)
- «Андрієш» (1954)
- «Головний проспект» (1956)
- «Кінець Чирви-Козиря» (1957)
- «Любов на світанку» (1957, фільм-спектакль)
- «Гори, моя зоре!» (1957, у співавт. з В. Мигульком)
- «Киянка» (1958–1959, 2 серії)
- «Кров людська — не водиця» (за М. Стельмахом, 1959)
- «Фортеця на колесах» (1960, у співавт. з О. Лісенбартом)
- «На крилах пісні» (1961)
- «Дмитро Горицвіт» (1961)
- «Пилипко» (1962, кіноальманах «Зірочка»)
- «Люди не все знають» (1964)
- «Хочу вірити» (1965)
- «Та, що входить в море» (1965, короткометражний)
- «А тепер суди...» (1966) та ін.